# Joseph Enakarhire
Joseph Enakarhire (* 6. November 1982 in Warri) ist ehemaliger nigerianischer Fußballspieler.

## Karriere

### Verein
In der Jugend spielte Enakarhire in seiner nigerianischen Heimat für die Warri Frangers, ehe im Jahre 1998 im Alter von 16 Jahren seinen ersten Profivertrag bei den Rangers International erhielt. Beim ehemaligen Klub von Jay Jay Okocha spielte er für zwei Spielzeiten. Während dieser Zeit wurden auch die ersten europäischen Vereine auf ihn aufmerksam. Im Sommer 1999 wechselte er ablösefrei zu Standard Lüttich nach Belgien. Im ersten Jahr hatte er noch Probleme und bekam keine Einsatzchance. Doch bereits im zweiten Jahr konnte er sich in die Stammelf spielen und absolvierte 25 Spiele (1 Tor). In den folgenden zwei Jahren kamen noch 50 Spiele hinzu. Zur Saison 2004/05 entschied er sich für einen Wechsel und unterzeichnete beim portugiesischen Traditionsklub Sporting Lissabon (19 Spiele). Dort wurde er allerdings nicht glücklich und wechselte nach einem Jahr in die Premier Liga nach Russland. Die damalige Ablösesumme betrug sechs Millionen €. Neuer Arbeitgeber war Dynamo Moskau. Für die Russen bestritt er in anderthalb Jahren neun Spiele und konnte ein Tor erzielen. Im Sommer 2006 entschloss sich Moskau dazu, den Innenverteidiger auszuleihen. Bordeaux zeigt Interesse und nahm ihn für die Saison 2005/06 unter Vertrag. 2007 spielte Enakarhire bei Panathinaikos Athen.

### Nationalmannschaft
Enakarhire durchlief die Jugendnationalmannschaften Nigerias. Unter anderem nahm er mit der U-17 am Meridian Cup 1999 teil. Im November 2002 bestritt er sein erstes Länderspiel für das A-Team der Nigerias. Damaliger Gegner war die Auswahl Jamaikas. 2004, während des Afrika Cups in Tunesien erzielte er sein erstes Länderspieltor für die die Super Eagles gegen Simbabwe. Zwei Jahre später, beim Afrika-Cup 2006 in Ägypten, galt er als Schwachpunkt in der Zentralabwehr. Nigeria schied damals im Halbfinale 0:1 gegen die Elfenbeinküste aus.

## Erfolge
- Französischer Ligapokalsieger: 2007